# Château de La Bussière (Loiret)
Pour les articles homonymes, voir Château de La Bussière et La Bussière.
Le château de La Bussière est un château français situé dans la commune de La Bussière et le département du Loiret en région Centre-Val de Loire.
Ses principaux bâtiments ont été construits entre la fin du XVIe et le début du XVIIe siècle sous les du Tillet. Il est ouvert au public depuis 1962 et abrite une importante collection d'objets sur la pêche en eau douce.

## Histoire

### Origines
Le nom de La Bussière proviendrait du latin Buxeria, signifiant buisson ou buis, et la présence même de l'étang autour du château rappelle que le secteur était plutôt marécageux et avait besoin d'être assaini par ces retenues d'eau. Cet étang présente également l'intérêt de servir de vivier pour les poissons, et donc de réserve de nourriture pour le seigneur.
Le plus ancien propriétaire connu du château est Étienne de Feins, cité en 1204. C'est peut-être lui qui est à l'origine de la construction du château, à la fin du XIe ou au début du XIIe siècle. Le château de la Bussière est alors un point stratégique sur la grande route de Paris à Lyon, qui va d'ailleurs être détournée par Étienne de Feins pour la faire passer devant le château. Malgré cela, La Bussière n'est pas le lieu de résidence principal du seigneur, qui est à Feins-en-Gâtinais, 6 km plus à l'est. Le château de la Bussière est occupé par une garnison de soldats et défend à la fois la route et le territoire des Feins. La situation stratégique du château au bord de cette grande route va d'ailleurs être utilisée différemment par les descendants d’Étienne, dont Jean de Feins qui crée cinq foires par an et un marché hebdomadaire à la Bussière avant 1264, favorisant ainsi la vitalité économique du village.

### Architecture

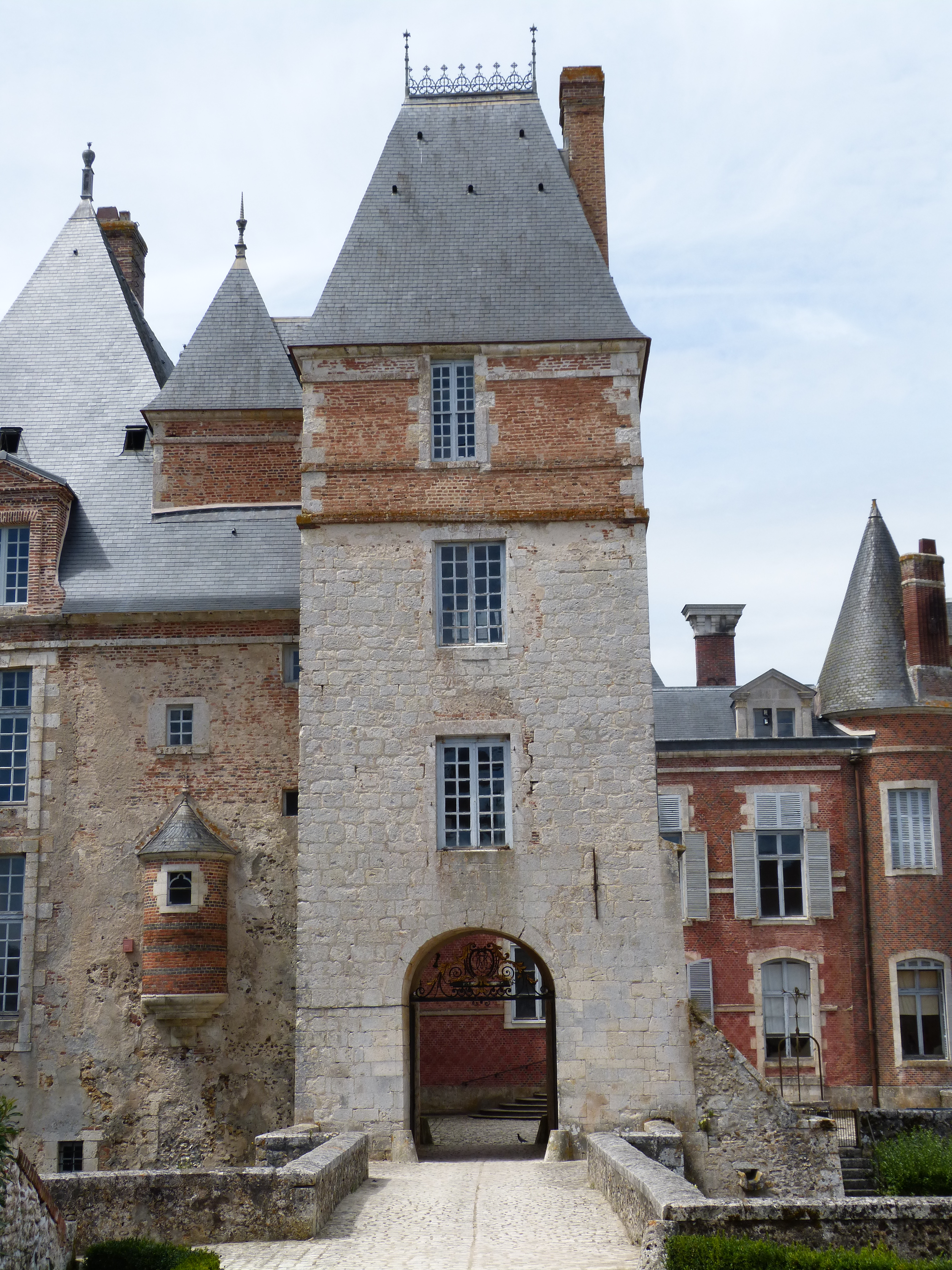
La tour d'entrée du château.

Du point de vue architectural, le château de la Bussière possède les principales caractéristiques du style dit « philippien », correspondant au règne de Philippe-Auguste (1180-1223). Ce mode de bâtir se prolonge jusqu'au XIVe siècle. L'usage de la pierre de taille se développe et n'est plus réservé aux constructions prestigieuses. Cependant, son coût élevé oblige à faire certains choix : au château de la Bussière, seules les façades extérieures de la tour d'entrée sont en pierre de taille, la façade donnant sur la cour intérieure est simplement en moellons. Si les différentes reconstructions du château ne nous permettent pas d'avoir une idée précise sur son organisation interne au Moyen Âge, ni sur ses matériaux (les façades extérieures du château étaient-elles toutes en pierre de taille ou bien se mêlaient-elles aux murs de moellons ou aux palissades de bois ?), le plan du château n'a jamais été modifié et les tours aux quatre angles nous permettent de restituer la forme du château au XIIIe siècle.

### La famille de Sancerre
La dernière représentante des Feins est Agnès de Feins, qui épouse Robert de Sancerre dans les années 1260. Ils deviennent seigneurs de Menetou-Salon, qui va être leur résidence principale. À partir de ce mariage, et pendant tout le XIVe siècle, La Bussière va dépendre d'une branche cadette de la Maison de Sancerre.
Après 1350, à la mort d'Agnès de Feins, la Bussière passe à son fils Louis de Sancerre, puis à ses deux enfants : Louis, qui meurt sans descendance, puis Isabeau de Sancerre, qui avait épousé Arnould de Bonnay. En 1346, face à l'armée anglaise, il participe à la bataille de Crécy aux côtés du cousin de sa femme, Louis II de Sancerre, comte de Sancerre. Cette bataille s'est conclue par une défaite de l'armée française face à des Anglais pourtant moins nombreux, et constitue une des premières grandes batailles de la guerre de Cent Ans. Louis II de Sancerre y perd la vie, et Arnoul de Bonnay a son cheval tué sous lui, survit, et est fait chevalier à l'issue de la bataille. Il meurt avant 1385, Isabeau de Sancerre lui survit une dizaine d'années.
Le domaine, toujours lié à Menetou-Salon, passe à Robert de Bonnay, leur fils. Proche du roi de France Charles VI, il est nommé maréchal du Berry, bailli de Mâcon et sénéchal de Lyon. Il meurt à la bataille d'Azincourt en 1415, autre grande défaite française. Son frère Philippe de Bonnay lui succède en tant que bailli de Mâcon, mais, s'étant montré favorable au roi de France, il est révoqué par le duc de Bourgogne Jean sans Peur. Néanmoins, Philippe ne semble pas prendre possession de la Bussière, et doit mettre le domaine en vente après la mort de son frère.

### La famille Froment
Vers 1420, La Bussière est achetée par Étienne Froment, notaire et secrétaire du roi. À plusieurs reprises, il est envoyé par Charles VII en mission dans différentes provinces pour lever des impôts pour la guerre contre les Anglais. En 1462, il organise le partage de ses biens entre ses sept enfants. François, son seul fils, reçoit la Bussière, mais sa charge de greffier du Parlement de Toulouse l'éloigne de son château, et son père reste seigneur effectif de la Bussière. Étienne Froment, dès les dernières années de la guerre de Cent Ans, contribuera au rétablissement du Royaume et du domaine de la Bussière.
Les Écossais ont eu un rôle à jouer dans cette victoire sur les Anglais (Jean Stuart reçoit la ville d'Aubigny-sur-Nère en don de Charles VII en 1423) et restent auprès du roi de France. Ainsi, en 1484, lorsque Charles VIII rend visite à sa sœur Anne de Beaujeu en son château de Gien, des détachements de la Garde écossaise qui l'accompagnait sont logés au château de la Bussière.
Après son mariage en 1498, Georges Froment, le petit-fils d’Étienne, achète les parts de ses trois sœurs. Il meurt sans enfants, et c'est Jean Brinon, un lointain cousin par alliance, qui hérite de la Bussière vers 1513.

### La famille Brinon
Jean Brinon est maître ordinaire en la chambre des comptes. Il se marie en 1518 à Jeanne Lhuillier, quelques années après avoir reçu la Bussière. Jean Brinon va continuer dans la voie d’Étienne Froment pour la mise en valeur de son domaine. Ainsi, vers 1525 un relais de poste est établi dans le bourg de la Bussière, qui devient alors une étape sur la route Paris-Lyon. Cette route connaît une grande activité à partir de la fin du XVe siècle puisqu'elle permet aux rois de France d'aller faire la guerre en Italie.
Le 27 avril 1533, François Ier, allant de Châtillon sur Loing à Gien, s'arrête à la Bussière. Trois ans plus tard, il autorise Jean Brinon à rétablir les foires et marchés mis en place à l'époque des Feins, et qui avaient dû être interrompus à cause des guerres. À cette époque, la route passe toujours le long de l'étang, au bord du château, et le parc, qui n'existe pas encore, voit le croisement de plusieurs autres routes.
Jean Brinon épouse Jeanne Lhuillier ; à partir de 1540, à la mort de son mari, elle gère seule le domaine. Ils ont une fille, Jeanne Brinon, qui épouse en 1533 Jean du Tillet. Cependant, le couple est plutôt occupé à Paris, et Jeanne Lhuillier demeure au château de la Bussière jusqu'à sa mort, qui a lieu après 1550.

### DuXIIIeauXVesiècle, l'évolution architecturale
En trois siècles, l'architecture du château de La Bussière a dû être modifiée afin de répondre aux évolutions de la poliorcétique (l'art de prendre une forteresse). Si le plan au sol du château est parvenu jusqu'à nous grâce à sa forme toujours visible aujourd'hui, il n'en va pas de même pour le plan de ses bâtiments ou les matériaux dont il était constitué, qui ont évolué au fil des siècles. Dans la deuxième moitié du XVe siècle, afin de répondre aux progrès des armes de guerre, il faut transformer le château : les murs sont épaissis et pouvaient atteindre 2 mètres d'épaisseur pour résister à la puissance des canons modernes, et, à l'intérieur des tours, des voûtes maçonnées très épaisses permettaient de supporter les canons du château. Trois murs et deux tours de cette époque nous sont parvenus, dont une a conservé ses ouvertures de tir et sa voûte maçonnée.
La tourelle d'escalier est le seul élément en briques pour cette époque. La façade donnant sur la cour intérieure ayant été refaite une centaine d'années plus tard, il est difficile de savoir si elle était déjà en briques ou pas. Quoi qu'il en soit, cette brique n'apparaît pas sur les façades extérieures, à la différence des châteaux de Gien et Saint-Fargeau, pourtant contemporains. Cela pourrait nous indiquer que le château de La Bussière n'avait pas encore une fonction de château de plaisance, soit parce que ses propriétaires n'y portaient pas attention et souhaitaient privilégier l'aspect fortifié du château, soit parce qu'ils n'avaient pas les moyens d'entreprendre de grands travaux.

## Le château sous les du Tillet

### sous Jean1erdu Tillet, entre 1540 et 1557
Jean 1er du Tillet devient seigneur de la Bussière en 1540, à la suite du décès de son beau-père Jean Brinon. Il est né en Angoumois au début du XVIe siècle, d'une famille très proche des comtes d'Angoulême.
Son père, Hélie du Tillet, était maître d'hôtel de François d'Angoulême (futur François Ier), secrétaire et contrôleur général des finances de son père Charles d'Orléans, comte d'Angoulême, trésorier de son épouse Louise de Savoie, maire et échevin de la ville d'Angoulême, président de la Chambre des comptes d'Angoulême puis vice-président de la Chambre des comptes de Paris. En 1515, lorsque François d'Angoulême devient roi de France, la famille du Tillet profite de sa position privilégiée et suit le nouveau roi à Paris, où elle va pouvoir bénéficier de charges autrement prestigieuses.
Le frère aîné de Jean Ier, Séraphin, devient Valet de chambre de François 1er. En 1518, il achète à Anne de Montmorency et Philippe de Chabot la charge de Protonotaire, secrétaire et greffier civil au parlement de Paris, charge qu'il donne, en 1521, à son frère Jean Ier l'aîné.
Jean Ier est dit « L'Aîné » car il a un frère s'appelant également Jean (« Le Jeune »), qui va être évêque de Saint-Brieuc puis de Meaux, et qui va coopérer à ses recherches et publier plusieurs livres importants, dont la Chronologie abrégée des rois de France depuis Pharamond jusqu'à Henri II en 1551.
La charge de greffier de Jean Ier  le conduisant en effet à consulter de nombreux documents anciens, il souhaite étudier les archives du Parlement. Il obtient le soutien de François 1er, qui lui donne l'autorisation de prendre les documents qu'il souhaite. Vers 1545, il commence la rédaction de son Recueil des rois de France, qui aurait dû être offert à François Ier. Le décès de celui-ci, en 1547, l'oblige à modifier son projet. Il se fait introduire à Henri II par le connétable de Montmorency, et le roi lui donne le droit de consulter le Trésor des Chartes du royaume. Il est alors le premier à obtenir ce privilège, qui montre la confiance que lui témoignaient les différents souverains. Les enluminures, en pleine page et représentant plusieurs rois de France, sont attribuées au Maître des Heures d'Henri II. En 1559, Jean Ier du Tillet  devient greffier en chef du Parlement de Paris. Il  offre finalement son manuscrit, en 1566, à Charles IX  qui lui octroira, deux ans plus tard, la charge de conseiller clerc au Parlement.
Même si ses principales occupations sont à Paris, Jean 1er reste très ancré à sa terre natale (il demeure échevin de la Ville d'Angoulême jusqu'en 1558) ainsi qu'à son fief de La Bussière de 1540 à 1557. A cette date cependant, Jean 1er du Tillet (qui mourra en 1570) et Jeanne de Brinon, trop occupés à Paris, donnent le château de la Bussière à leur fils Jean II.

### sous Jean II du Tillet, entre 1557 et 1588
Jean II du Tillet est, comme son père, conseiller, notaire, secrétaire et protonotaire du roi, et, de 1552 à 1605, greffier civil du Parlement.
Pendant les guerres de Religion, la Bussière va être directement confrontée aux différents événements. Fin août 1562, les troupes royales reprennent possession de la ville de Bourges et se dirigent vers Gien. Gien était alors détenue par les Protestants, qui attaquaient les bourgs catholiques voisins. L'approche de l'armée du roi pousse les Protestants à prendre la fuite en direction d'Orléans. Afin de protéger la région des attaques huguenotes, une garnison de soldats avait été établie au château de la Bussière. Au début du mois de septembre, une quarantaine de Protestants fuit Gien et passe par la Bussière. Ils sont surpris et exécutés par la garnison du château. Charles IX et sa mère Catherine de Médicis arrivent à Gien le 10 septembre. Quatre jours plus tard, ils reprennent la route, s'arrêtent au château de la Bussière à midi, et passent la nuit à Nogent.
Le 13 septembre 1567, Jean II du Tillet épouse, à Paris, Jeanne de Nicolaï dont le père est Premier Président en la Chambre des comptes de Paris. Un mois plus tard, les Protestants mettent en œuvre leur plan d'attaque et s'emparent de cinquante places fortes. Les Giennois ouvrent leurs portes aux Protestants, provoquant la fuite des prêtres catholiques de la ville. Le 18 octobre, dix-sept prêtres de Gien viennent se réfugier au château de la Bussière. Apprenant cette nouvelle, les autorités giennoises décident de se diriger vers la Bussière et font un siège autour du château. Le siège dure plusieurs jours et les villageois ne peuvent plus se nourrir. Ils obtiennent d'avoir la vie sauve en échange de l'ouverture du château aux Protestants. Mais si les villageois ont la vie sauve, il n'en va pas de même pour les dix-sept prêtres qui sont massacrés par les assiégeants. Cet événement est connu sous le nom de « massacre de la Saint-Luc », par opposition au massacre de la Saint-Barthélemy qui a lieu cinq ans plus tard. Après cet événement, les protestants vont enchaîner plusieurs défaites, et, en février 1568, ils sont délogés de Gien par les troupes catholiques.
Une première sœur de Jean II, Madeleine, épouse en 1571 Jacques de Saint-André, conseiller du roi. Sa seconde sœur, Marie, épouse Pierre Séguier, seigneur d'Autry et baron de Saint-Brisson, président à mortier au Parlement de Paris, oncle du chancelier Séguier. Son frère, Séraphin du Tillet, devient en 1582 aumônier de Catherine de Médicis.
Jean II va chercher à unifier le domaine. Entre 1580 et 1587, il achète et fait détruire plusieurs maisons proches de son château afin de construire les grands bâtiments des communs. En parallèle, il fait de très nombreuses acquisitions, les terres dépendant de son domaine atteignent 35 000 hectares, en profitant notamment des désordres causés par les guerres de Religion autour de la Bussière. Il achète plusieurs terrains proches de son château, ce qui lui permet de créer un parc de 60 hectares entouré de murs, toujours existant aujourd'hui. Il lui faut alors détourner les routes qui passaient dans ce secteur afin de rendre un peu plus privé son environnement proche.
Dès les années 1580, après les Guerres de Religion, Jean II entame de grands travaux au château, ainsi que la reconstruction de l'église, qui avait été détruite par les protestants en 1567. Il profite d'ailleurs de cette démolition pour prendre possession d'un espace qui était jusqu'à cette date occupé par l'église et le cimetière du village. Ces travaux sont provoqués par les nouveaux droits dévolus aux du Tillet, qui portent désormais le titre de barons de la Bussière, et par les nouvelles terres ayant rejoint le domaine et qui permettent d'obtenir un surplus de champart, qu'il faut pouvoir stocker. Il en découle des bénéfices bien plus importants pour le seigneur, qui a les moyens d'entreprendre de grands travaux.
Une fois achetées et détruites les différentes maisons du village qui se trouvaient encore dans l'enceinte médiévale, les grands bâtiments des communs peuvent être construits à cet emplacement. Les fossés sont recreusés, asséchés, et prennent une forme quadrangulaire plus régulière qu'au Moyen Âge. À l'entrée, un pavillon avec pont-levis est ouvert du côté de la grande route, mais on ignore comment se présentait l'entrée du parc (puisqu'il fallait désormais pénétrer dans le parc pour arriver au pont-levis puis au château). C'est peut-être en même temps que l'aile lui faisant face est élevée, ainsi que le pigeonnier, qui surmonte le pressoir. Cependant la chronologie des travaux reste très difficile à établir, et seuls quelques indices, dont la taille et les couleurs des briques, nous indiquent que tout n'a pas été construit en une seule fois.
La seconde phase de travaux a peut-être concerné la grange monumentale qui coupe la cour en deux, avec du côté du château la grande cour d'honneur, et de l'autre la basse-cour avec le pigeonnier. On distingue au moins trois périodes de construction différentes pour la grange : une moitié très homogène qui va du pont-levis à l'arcade ouvrant sur la basse-cour, puis une partie en briques plus rouges et plus épaisses, et enfin l'extrémité du bâtiment qui retrouve une brique plus orangée. Toutes les hypothèses sont plausibles, mais il se pourrait : soit qu'un autre bâtiment existait au niveau de la partie en briques rouges, peut-être un autre pont-levis (qui aurait permis d'avoir une route droite partant du village et allant jusqu'au deuxième pont-levis du château). Ce bâtiment aurait alors été détruit afin d'harmoniser la façade de la grange. Soit que cette partie de la grange se serait écroulée et aurait été reconstruite. Quoi qu'il en soit, on observe un souci d'harmonisation des façades de cette cour, puisque les motifs losangés en brique se retrouvent partout.

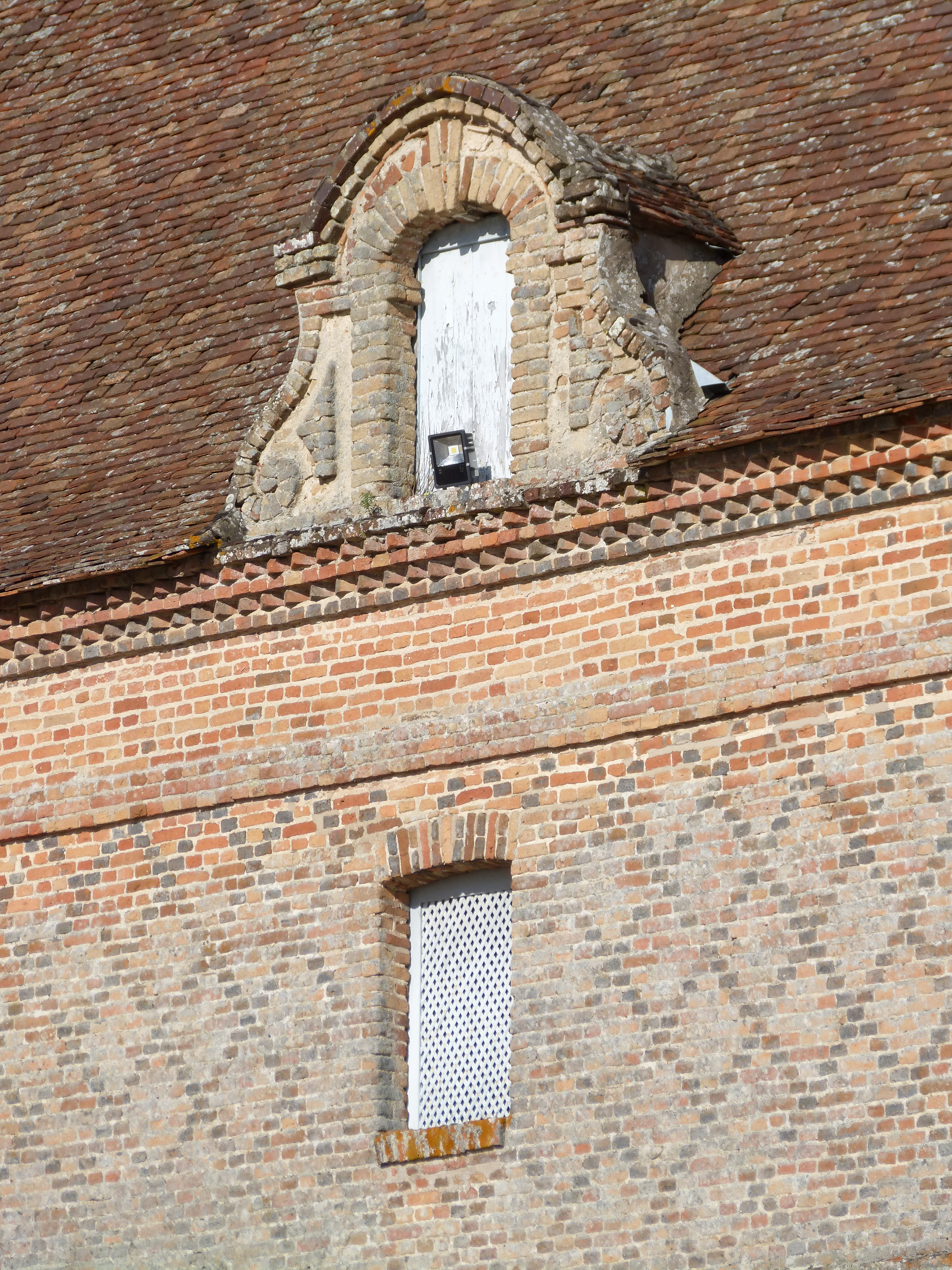
Lucarne des granges.

Le château en tant que tel est entièrement remodelé. Pour les niveaux de sous-sols et du rez-de-chaussée, le mur extérieur du XVe siècle est conservé, tandis que du côté de la cour d'honneur la façade est totalement reconstruite. Les caves sont réaménagées et couvertes d'une voûte en brique. Une grande cheminée en pierre de taille est installée dans la cuisine. Il s'agit du principal élément en pierre de taille, ce qui montre son importance et le rôle central qu'elle jouait dans la vie quotidienne du château. Les intérieurs du château sont refaits au XIXe siècle, il est donc difficile de savoir à quoi ils ressemblaient. Cependant, un plan précédant ces travaux peut donner une idée de leur organisation : pour le niveau du rez-de-chaussée, des fenêtres donnant sur l'étang (aujourd'hui remplacées par les portes ouvrant sur la véranda) jusqu'à l'escalier du XVe siècle, se succédaient une antichambre, un office (dans la tour), la salle-à-manger, et une chambre (avec un cabinet aménagé dans la tour opposée à la première).
En 1585, la seigneurie de la Bussière est érigée en baronnie par le roi Henri III. Cette récompense héréditaire montre qu'à cette date la famille du Tillet est toujours bien considérée par le roi de France, et ce malgré les positions ligueuses de Jean II.

### sous Jean III du Tillet, entre 1588 et 1646
Son fils Jean III hérite des différentes charges familiales auprès du roi et au Parlement de Paris. Il gère le domaine et continue les travaux du château jusqu'à sa mort en 1646.
En 1615, il fonde un couvent d'Oratoriens dans le village, au bord du parc du château.
Dans les années 1640, le prieur dom Morin décrit le château de La Bussière « appartenant au sieur du Tillet greffier en chef du Parlement. Son père Jean du Tillet fit bastir le chasteau et la maison qui est très belle et superbe. Y a un parc d'une lieue environné tout de fortes et hautes murailles, outre ce qu'il y a jardins, prairies, fontaines, le tout enceinct de murailles ».

### Jean IV du Tillet
Jean III était resté proche de son frère Hélie, marié à Françoise de Faucon de Ris. C'est leur fils qui hérite du château en 1646, Jean III n'ayant pas de descendance. Jean IV est notamment conseiller de Grand’Chambre, conseiller du roi, président aux requêtes du Palais puis Président honoraire. En 1651, il épouse en secondes noces Marguerite Frézon.
La Grande Mademoiselle (Anne-Marie-Louise d'Orléans, duchesse de Montpensier, fille de Gaston d'Orléans et petite-fille d'Henri IV), exilée à Saint-Fargeau de 1652 à 1657 par son cousin Louis XIV à la suite de son active participation à la Fronde, fait de la Bussière une des étapes de son trajet. Ainsi, en 1655, alors qu'elle se rend d'Orléans à Saint-Fargeau, elle passe une nuit à la Bussière, avant de faire une chute de cheval qu'elle raconte dans ses Mémoires.

### Charles du Tillet
Le fils de Jean IV du Tillet, Charles, est tout d'abord conseiller du roi et conseiller au Parlement de Paris. En 1677, il épouse Jeanne-Marie Brunet à Paris. Deux ans plus tard, il est fait marquis de la Bussière par lettres patentes de Louis XIV. Les du Tillet, qui étaient barons de la Bussière depuis 1585, deviennent donc marquis à partir de Charles et jusqu'à la Révolution. Il va ensuite collectionner les charges les plus prestigieuses : il est nommé conseiller d’État en 1685, maître des requêtes ordinaire de Son Hôtel en 1688, président au Grand-Conseil en 1690 et maître des requêtes honoraires en 1693. Il meurt en 1708.
À partir du milieu du XVIIe siècle, les aînés des du Tillet désertent la Bussière et privilégient leurs hôtels à Paris et leurs autres châteaux en région parisienne. Ainsi, aucun réaménagement majeur du château n'est envisagé à cette époque. Charles du Tillet, soucieux de pouvoir profiter d'un parc digne de ce nom lors de ses rares voyages à la Bussière, le fait réaménager à la mode de son temps. Compte tenu des fréquentations de Charles du Tillet à Paris, il ne serait pas étonnant d'associer le jardinier du roi André Le Nôtre à l'aménagement du parc à la fin du XVIIe siècle. C'est lors de cette campagne de travaux que l'étang est recreusé et régularisé sur un plan rectangulaire de 6 hectares et que les allées rectilignes du parc sont tracées.

### Jean-Baptiste-Charles du Tillet
Jean-Baptiste Charles du Tillet est né en 1687. Le 30 mars 1708, il devient commissaire aux requêtes du Palais. Moins d'un mois plus tard, le 22 avril, il épouse Jeanne-Marguerite Le Fèvre d’Ormesson. Son ascension se poursuit, en 1714, il est Premier président de la Seconde Chambre des Enquêtes, en 1727, il en devient président honoraire, et en 1738 conseiller d’honneur au Parlement. En 1737, il hérite du domaine de Villarceaux, près de Paris, qu'il transmet à son fils. Entre 1737 et 1740, il se fait construire l'hôtel du Tillet de la Bussière à Paris. Jean-Baptiste Charles et Jeanne-Marguerite meurent tous les deux la même année, à Paris, en 1744.

### Charles-Jean-Baptiste du Tillet
Leur fils Charles-Jean-Baptiste du Tillet est né en 1710. Il est reçu conseiller au Parlement en 1732 et maître des requêtes en 1736. Le 16 juin 1744, il épouse Henriette-Louise d’Illiers d’Entragues (fille d'un capitaine des vaisseaux du roi). La même année, après son mariage et le décès de ses parents, il hérite du titre de marquis de la Bussière et de Villarceaux. Délaissant la Bussière, il se consacre à son hôtel parisien et à son château de Villarceaux qu'il fait reconstruire de 1755 à 1759 par l'architecte Jean-Baptiste Courtonne. Il devient maître des requêtes honoraires en 1756 et il meurt à Saint-Cloud en 1796.
C'est son petit frère, Antoine-Charles du Tillet, né en 1713, qui gère le domaine de la Bussière. En 1732, il est reçu conseiller honoraire au Parlement, et en 1736 Président en la Chambre des Comptes. Il se marie en 1760 à sa cousine Marie-Adèle Charlotte du Tillet de Montramé. Ils vont surtout s'occuper du parc du château, dont les entrées sont réaménagées et mises en valeur : au bout de la perspective conduisant de la façade du château à la grande route, ils font poser une grande grille en fer. Il y eut le projet de construire un pont pour lier cette grande perspective et l'entrée du château, mais il ne fut pas réalisé. En juin 1740, lors d'un orage, une des ailes de la grande cour des communs (occupée aujourd'hui par l'orangerie) prend feu. Elle est reconstruite rapidement et retrouve ses différentes fonctions : auditoire, fruitier, remise pour le bois, chambre pour une femme de charge (peut-être pour la plus importante des femmes de chambre compte tenu de la taille de la pièce), et, dessous, la blanchisserie. À la même époque, l'aile en face abritait plusieurs « chambres de maîtres » (servant aux du Tillet), un billard dans la salle du milieu, et des caves dans les sous-sols. En 1754 sont construits les deux pavillons et la grille d'entrée.

### Henriette-Charlotte du Tillet
Henriette Charlotte du Tillet récupère le château à la mort de son oncle en 1783. Elle se marie en 1776 avec Philibert, Marquis de Fumel-Montségur. À la Révolution, le château de la Bussière et ses terres sont saisies et confisquées, car Philibert émigre. Henriette Charlotte du Tillet, qui avait pris soin de se séparer de corps de son mari, réussit à prouver après beaucoup de démarches qu'elle n'avait pas émigré, le château lui est alors restitué. Endettée, elle est contrainte de vendre le château et les terres à un dénommé Charles Armand, habitant Belleville à Paris, le 1er mai 1798, qui les revend, l'année suivante, à Liphard-Daniel Lefort et son épouse, Marie-Jeanne Chevalier, le 3 avril 1799.

## La Bussière à l'époque des Chasseval
Le 14 septembre 1814, Alphonse Duchemin,comte de Chasseval, achète le château de la Bussière. Il est le fils de Gabriel Duchemin,comte de Chasseval (1754-1824) et Marie Monique Janson de Couët (1767-1858), qui est reçu Mousquetaire Gris en 1771, en même temps que son frère Edme-Louis-Augustin. Sur son portrait équestre, peint par Walker, il est représenté à l'âge de 16 ans, lorsqu'il était porte-étendards aux Mousquetaires Gris. Il est présent à l'assemblée de la noblesse à Gien en 1789, puis il fait campagne dans l'armée des Princes. Il est  donc exilé, et ne peut revenir en France qu'au tout début du XIXe siècle, après avoir été amnistié.

### Alphonse de Chasseval
Alphonse Duchemin,comte de Chasseval (1788-1856) épouse Adèle Tournyol de la Rode (1789-1868). Il est capitaine de la garde à cheval de l'arrondissement de Gien. À la suite de l'achat du château de la Bussière, il devient rapidement un acteur important de la vie de la commune, dont il devient maire à partir de 1826 et jusqu'à sa mort trente ans plus tard. En 1831, il est conseiller d'arrondissement et en 1840 conseiller général.
Il a trois enfants : Laure, Léon et Henri. Laure, mariée à Gustave de Champgrand, meurt en 1846 à trente-trois ans. Elle avait pour projet d'ouvrir une école gratuite pour les filles du village, ce sont ses parents qui se chargeront de faire exécuter ses volontés. En 1847, Alphonse de Chasseval obtient l'autorisation du roi Louis-Philippe Ier de construire une chapelle dans le parc du château, afin d'y déposer la dépouille de Laure.
En 1853-1854, il fait construire la tour Alphonse par l'architecte Pacault. Elle devait abriter un salon bibliothèque et était précédée d'une antichambre. À l'extérieur, son appareillage de briques reprend les motifs losangés présents sur les murs de la fin du XVIe siècle. À l'intérieur, le décor se partage entre boiseries et tapisserie. Le mobilier se composait de deux buffets de style Henri II, adaptés au décor sculpté de la cheminée. Cette dernière présente une particularité : le conduit a été détourné afin d'ouvrir une grande fenêtre à la place.

### Léon de Chasseval

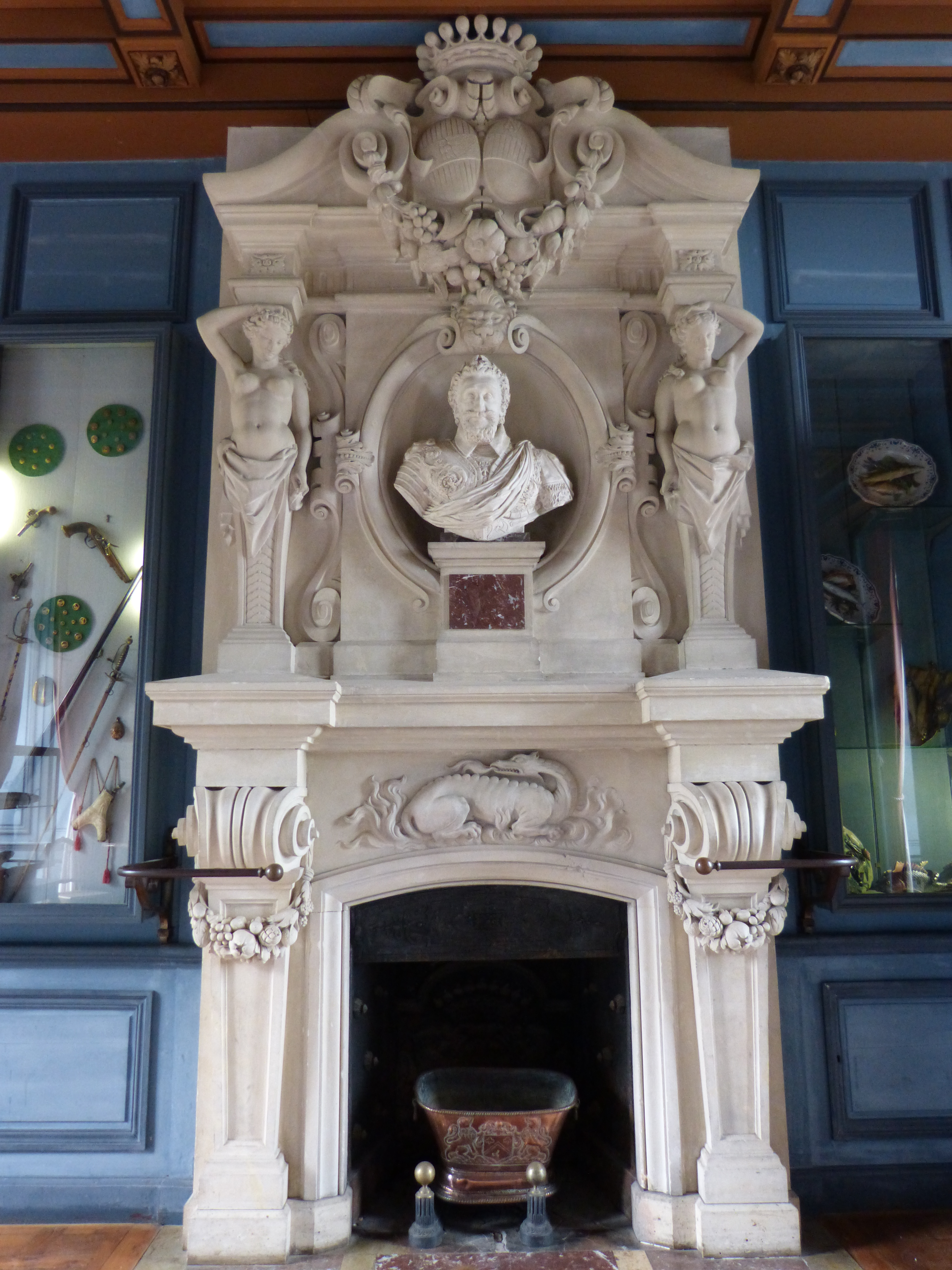
Cheminée de la salle-à-manger du château.

Léon Duchemin, comte de Chasseval (1815-1903). En 1856, à la mort de son père, il hérite du château et prend sa place de maire de la Bussière. Trois ans plus tard, il se marie à Ferdinande Marie Albertine de Béthune-Hesdigneul (1827-1891). Il avait épousé en premières noces Hortense de Perrochel de Morainville, avec laquelle il avait eu une fille.
À partir de 1866, il lance un grand projet de restauration du château, mené par l'architecte Arthur Froelicher. Cet architecte n'était pas inconnu de la famille de Chasseval, puisqu'en 1863, il avait construit pour Henri de Chasseval, frère de Léon, le château du Muguet à Breteau. Afin de moderniser le château, tous les décors intérieurs sont recréés, et un nouveau bâtiment est ajouté du côté de l'étang, recevant la lingerie, la véranda, le vestibule et le salon de billard.
Les pièces déjà existantes sont entièrement refaites, et certaines sont même inversées pour optimiser leur localisation dans le château. Ainsi, la salle-à-manger prend la place du salon, ce qui permet l'installation d'un monte-plats desservant directement la salle-à-manger depuis la cuisine (jusqu'à cette date, il fallait traverser tout le château pour aller de la cuisine à la salle-à-manger). La cuisine est modernisée avec l'achat d'un gros fourneau et la mise en place d'une pompe à eau.
La salle-à-manger témoigne de l'importance du mariage Chasseval-Béthune en 1859. Il met également l'accent sur la relation qui liait Henri IV et les Béthune, à travers leur ancêtre Maximilien de Béthune, duc de Sully. Dans les caissons du plafond, sur des faïences colorées, ont été peints les blasons des Chasseval et des Béthune, et plusieurs personnages de l'époque d'Henri IV. La cheminée, sculptée par Emmanuel Valadon (qui exécute tous les travaux de sculpture du château lors de ces travaux), est inspirée d'une cheminée du château de Fontainebleau. Elle est revisitée afin de s'adapter à la salle-à-manger du château : sa taille est réduite, la salamandre de François Ier est accompagnée du buste d'Henri IV, les blasons Chasseval-Béthune surplombent l'ensemble, sous la couronne de comte des Chasseval, et, sur les côtés, des accoudoirs ont été ajoutés pour fumer le cigare au coin du feu. Sur les murs, quatre cuirs de Malines (Belgique) du XVIIe siècle réalisés à la façon de Cordoue ont été incorporés dans les boiseries. Ils ont été apportés à la Bussière par Ferdinande Marie Albertine de Béthune, de même que le portrait surplombant la porte et qui représente le cousin du duc de Sully.
Deux sculptures de Carpeaux, Le Rieur napolitain et La Rieuse napolitaine, sont présentes dans le château. Elles ont été réalisées en 1873 par l'atelier de l'artiste, d'après un modèle en terre-cuite aujourd'hui conservé au musée des beaux-arts de Valenciennes.

### Bruno et Jeanne de Chasseval
Le fils de Léon, Bruno Duchemin, comte de Chasseval (1860-1949), épouse en 1868 Jeanne de Goulaine (1868-1958), fille d'Alphonse de Goulaine et de Charlotte de Béthune-Sully. Il est maire de la Bussière pendant plus de 50 ans.
En 1912, Jeanne fait réaménager le parc et le potager par René-Édouard André, fils du grand paysagiste Édouard André. Il va tenter de redonner aux contours du château leur aspect du XVIIIe siècle. Pour cela, il supprime le parc et le jardin à l'anglaise avec leurs plages d'herbe qui occupaient tous les espaces libres (jusque dans la cour des communs) et crée un jardin à la française beaucoup plus strict et cadré. Les broderies d'herbe prennent alors la place qu'elles pouvaient avoir au début du XVIIIe siècle.

### Antoine et Françoise de Chasseval
Antoine Duchemin, comte de Chasseval (né en 1900 - Mort pour la France en 1940) se marie à Françoise Baconnière de Salverte (1904-1986). Il est lieutenant en Syrie et au Liban en 1927-1928, où il réalise de nombreuses aquarelles.

### Henri et Geneviève de Chasseval
Henri Duchemin, comte de Chasseval, et son épouse Geneviève d'Espinay Saint-Luc se chargent du château et décident de l'ouvrir à la visite. Une fois installée la collection d'objets en rapport avec la pêche, le château ouvre ses portes au public le 22 avril 1962. En plus des collections toujours présentes aujourd'hui, dix-huit aquariums prenaient place dans les caves du château, présentant des truites, brochets, black-bass et tanches. Le château est réaménagé pour pouvoir s'adapter à sa nouvelle vocation muséale, et la famille de Chasseval cesse d'y habiter. Henri de Chasseval va également être maire de la Bussière et conseiller général du Loiret.
Le potager est restauré en 1992 par Geneviève de Chasseval, qui va lui donner une structure caractéristique du XVIIIe siècle : une allée centrale bordée d'arbres fruitiers palissés, de vivaces, de buis taillés, et coupée de deux allées transversales, partageant le potager en six vastes carrés, ayant chacun une fonction spécifique. On y trouve des légumes, des plantes condimentaires ou simples, des cucurbitacées, des plantes médicinales, des fleurs, le verger de plein vent et la cueillette de fruits rouges. Depuis 2004, il possède le label Jardin remarquable.

### Bertrand et Laure Bommelaer
En 2012, Bertrand et Laure Bommelaer, née Chasseval, reprennent la propriété du château. Ils lancent des travaux de restauration des toitures et charpentes, aidés en partie par la Direction régionale des Affaires culturelles et le conseil général du Loiret. Un appel aux donateurs privés a également permis de trouver des fonds pour ces travaux.
Deux chambres du château ainsi que leur salle de bain sont ouvertes à la visite.
Une salle de réception, la salle des remparts, est restaurée et ouverte et permet des réceptions.
Le parc aussi s'ouvre totalement à la visite.
Des chambres d'hôtes sont créées dans le château ainsi qu'un gîte dans la ferme.
Le château est inscrit Monument historique en 1993 et classé en 1995.

### Le matériel de pêche
De nombreux objets exposés dans le château étaient utilisés par les pêcheurs et illustrent la pratique de la pêche en eau douce telle qu'elle pouvait être exercée dans l'étang du château.
Les cannes à pêche ont beaucoup évolué au cours du XXe siècle. Pendant tout le XIXe siècle, elles sont en bambou, mais elles présentaient l'inconvénient d'être relativement peu flexibles et de casser facilement. Les cannes à pêche en bambou refendu, utilisées des années 1930 à 1950, étaient légèrement plus flexibles. Puis, les nouveaux matériaux ont permis de résoudre ce problème de flexibilité, en proposant des cannes à pêche en fibre de verre ou en fibre de carbone. L'évolution du moulinet suit le même rythme que la canne à pêche. D'abord tout simple et en bois, il se complexifie jusqu'aux années 1960.
Pour attirer les poissons, le pêcheur a besoin d'un appât. Il peut s'agir d'un grain de maïs, d'un asticot, d'un ver ou d'une mouche, selon le type de poisson recherché. Afin de sélectionner un type de poisson en particulier, le pêcheur peut fabriquer lui-même ses fausses mouches (ou les acheter toutes faites), plus ou moins grosses et plus ou moins colorées, chacune attirant un poisson différent. Par exemple les grosses mouches colorées sont réservées aux poissons carnassiers.

### Un poisson préhistorique: le cœlacanthe
Dans les caves du château est présenté un cœlacanthe, pêché en 1976 et conservé depuis dans son aquarium de formol. Ce poisson dit « préhistorique » possède des caractéristiques différentes des autres espèces : recouvert de plaques osseuses et non de simples écailles, il est pourvu de quatre nageoires « charnues » composées de muscles et d’os évoquant des membres d’animaux. Quant à la femelle, elle ne pond pas ses œufs (« ovovivipare »), et relâche ses petits alevins tous formés après une très longue gestation. Les scientifiques ont ainsi longtemps pensé que ce poisson aurait pu évoluer et donner naissance à une branche de mammifères.
Dans la vitrine voisine sont présentés plusieurs fossiles de poissons, qui, eux, ne sont pas parvenus jusqu'à aujourd'hui tels qu'ils étaient à la préhistoire.

### Le poisson dans l'Art
Depuis la préhistoire, le poisson est pêché, mais c'est aussi un support artistique de première importance. La plus ancienne représentation de poisson exposée dans le château a été réalisée en Égypte durant la période de Nagada (4000-3100 avant J.-C.). Il s'agit d'une palette à fard pisciforme, caractéristique de la dernière période prédynastique égyptienne. Elle servait à broyer le fard à paupières, qui était mis autour des yeux pour décorer et pour éloigner les mouches et les moustiques.
L'hameçon est aussi intemporel que la canne à pêche et peut donner lieu à des réalisations artistiques, de la préhistoire jusqu'à aujourd'hui. Dans la salle-à-manger est notamment exposé un hameçon de Micronésie, qui se distingue clairement des hameçons occidentaux.
Dans les premiers siècles du christianisme, le poisson était un symbole utilisé par les chrétiens en période de persécutions. On le retrouve sur les sarcophages de cette époque ou aux entrées des catacombes. L'explication est en partie littéraire : les initiales de Jésus-Christ Fils de Dieu Sauveur, donnent Ichthus, qui signifie Poisson en latin. Des moules à pain d'épice de Venise en forme de poissons sont visibles dans une vitrine. Ils devaient servir lors d'une fête chrétienne.
Bernard Palissy est un artiste de la Renaissance, qui cherchait dans ses œuvres à imiter la nature. Il a réalisé des décors de grotte, notamment une grotte au palais des Tuileries pour Catherine de Médicis, mais il a aussi créé de nombreuses pièces dans un style qui lui est propre, celui des rustiques figulines. Il voulait donner l'impression que de vrais animaux vivants étaient posés dans son assiette, et pour cela il avait une technique assez particulière : il utilisait de vrais animaux vivants, qu'il moulait sur le vif afin de garder leur forme. Très peu d’œuvres de Palissy sont parvenues jusqu'à nous, mais au XIXe siècle de nombreux artistes ont tenté de l'imiter. Parmi eux, le plus important était Charles Avisseau, basé à Tours. C'est lui qui réalise l'assiette composée présentée au-dessus de l'entrée du bureau.

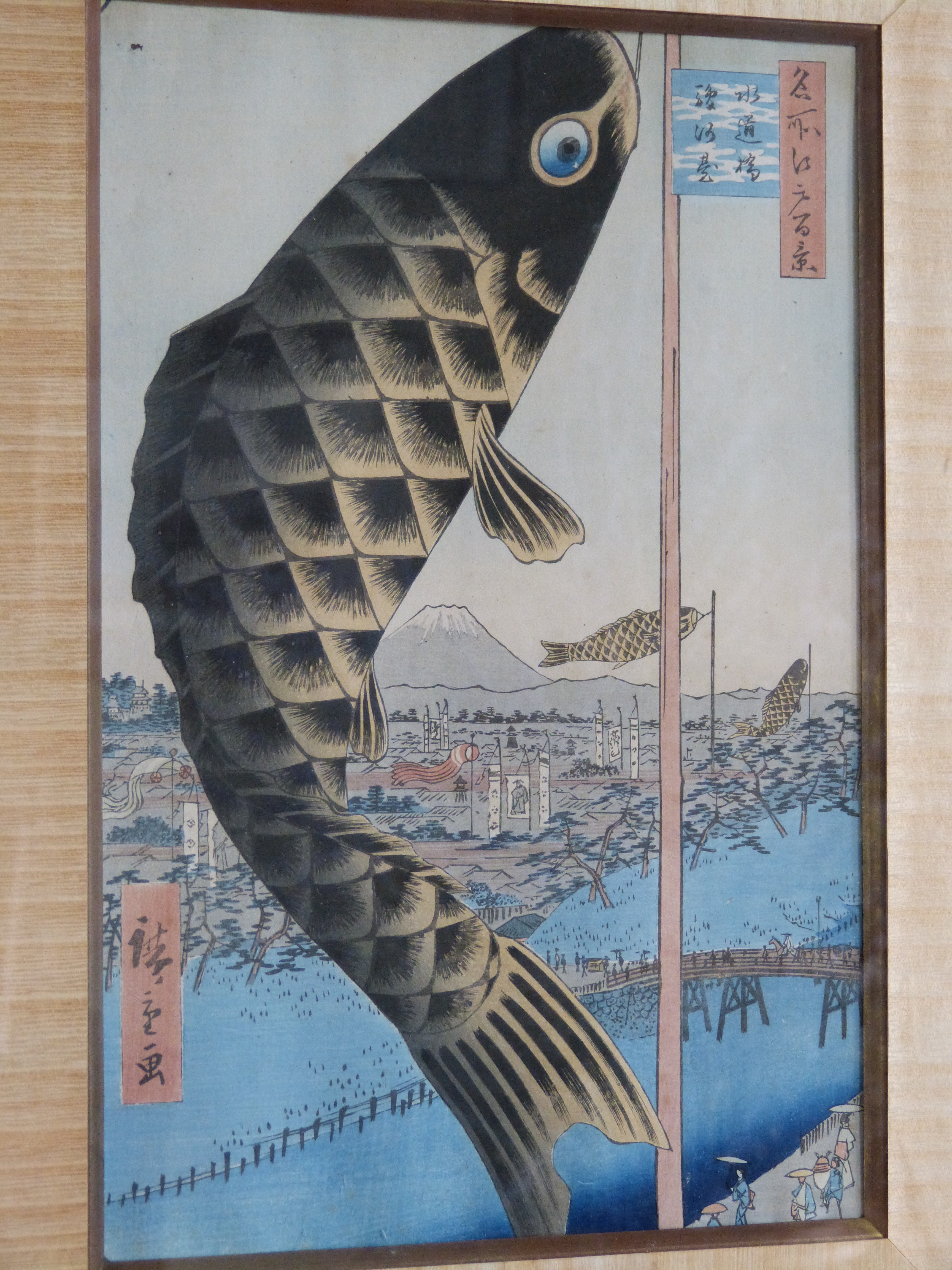
Estampe d'Hiroshige présente dans les collections de La Bussière.

Au milieu de plusieurs représentations de carpes chinoises et japonaises, une estampe du XIXe siècle se distingue par son sujet. On y voit une manche à air en forme de carpe, accrochée à un bâton en haut d'une toiture. Cette œuvre a été réalisée par Hiroshige, et représente la Fête des Garçons. L'événement a lieu tous les ans, et, à cette occasion, chaque famille ayant un héritier mâle plante cette manche à air en forme de carpe. La carpe revêt une dimension très symbolique en Extrême-Orient, où elle est symbole de courage, de force, de ténacité, toutes qualités alors associées aux garçons.
Dans le bureau sont présentées deux vitrines provenant des Expositions universelles de Paris, de 1889 et de 1900. Ces vitrines avaient une vocation purement décorative, les objets exposés n'étaient pas faits pour être utilisés. La vitrine de 1889 est une vitrine publicitaire, le nom de l'artisan est inscrit au milieu. Celle de 1900 est plus politique, différents blasons prennent place sur les flotteurs. On trouve celui de Paris, de l'Angleterre, de la Russie et de la Savoie. Or, en 1900, l'invité d'honneur à l'Exposition de Paris était le tsar de Russie (c'est d'ailleurs à cette occasion qu'est construit le pont Alexandre-III sur la Seine).
En Iran, au XIXe siècle, il était de coutume que l'époux offre un poisson en verre soufflé à son épouse lors des fiançailles. Ce cadeau était un porte-bonheur. Cette utilisation de la forme du poisson illustre la diversité de ses symboliques partout dans le monde, et montre l'importance des recherches entreprises par Henri de Chasseval en vue d'offrir le plus large panel d'objet en rapport avec la pêche et les poissons pour son musée.

## Le potager

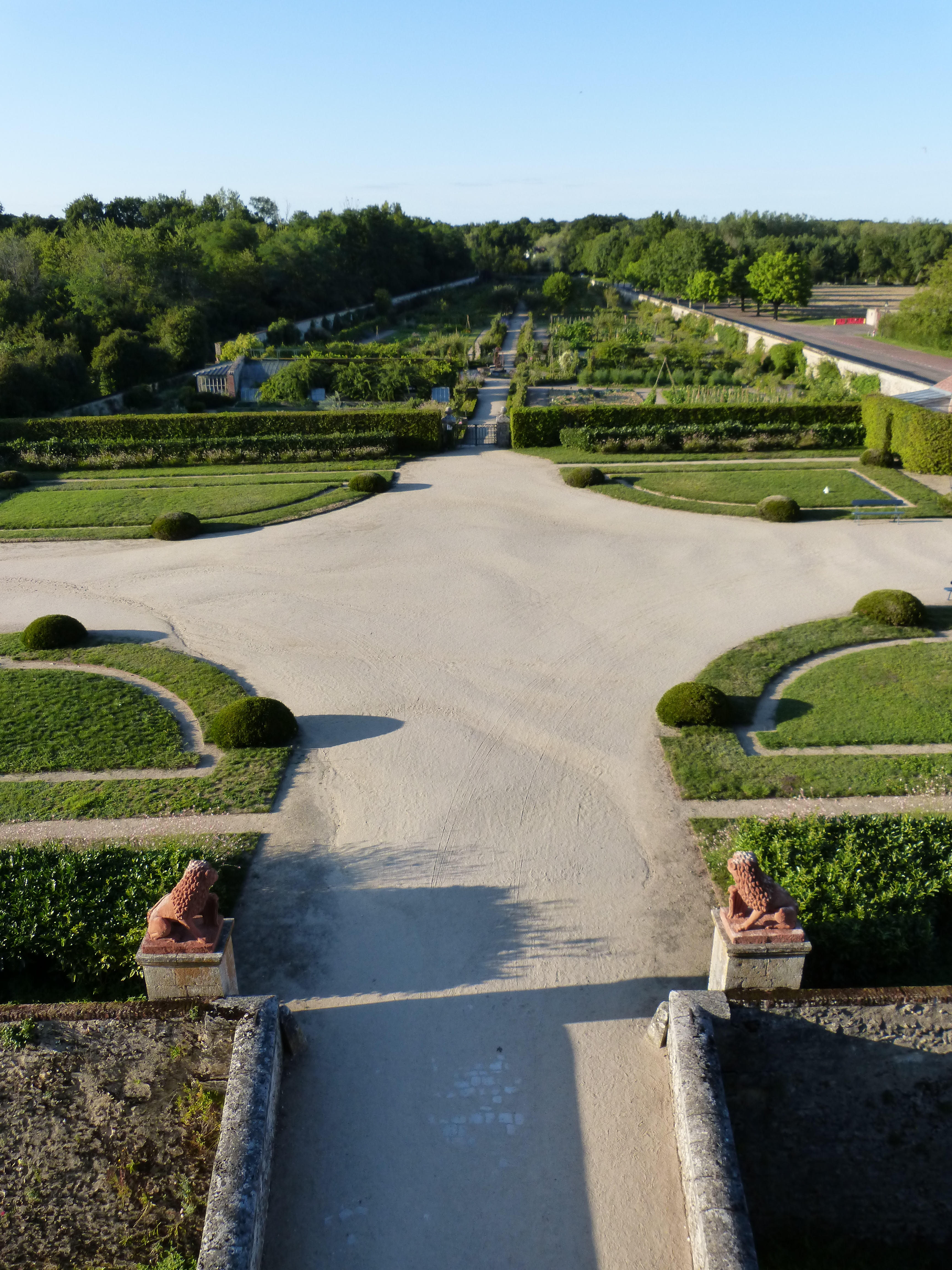
L'entrée du parc et le potager.

Le potager du château possède un plan caractéristique du XVIIIe siècle : une allée centrale bordée d'arbres fruitiers palissés, de vivaces, de buis taillés, et ponctuée de deux puits. L'allée centrale est coupée de deux allées transversales, partageant le potager en six vastes carrés. Jusqu'au début du XVIIIe siècle, le potager n'existait pas à cet emplacement. Il était situé de l'autre côté du château, et une vigne était plantée à sa place. Son déménagement au XVIIIe siècle permettait de lui donner les conditions nécessaires à son épanouissement, notamment un microclimat plus chaud et plus humide, ainsi que des murs pour le protéger des incursions extérieures.
Le premier carré est celui des plantes condimentaires, couramment utilisées au XVIIIe siècle pour agrémenter les plats. Plusieurs de ces plantes aromatiques sont toujours utilisées par les propriétaires pour réaliser différents vinaigres. À côté, la serre du XIXe siècle était utilisée jusqu'en 1965 pour maintenir hors gel les plantes fragiles et pour y faire lever les fleurs annuelles. Des tuyaux en cuivre permettaient la circulation de l'eau chaude, et, au sommet de la structure, une passerelle permettait de dérouler des paillassons les jours de forte chaleur.
Le deuxième carré, à droite de l'allée, est divisé en quatre autres carrés cultivés en rotation année après année : les choux, les légumes racine, les légumes fruits (une quarantaine de variétés de tomates), et l'engrais vert (trèfle incarnat, lupin, blé noir selon les années).
Ensuite, les deux carrés médians sont utilisés pour les plantes médicinales, les légumes, et particulièrement les courgettes. Les allées du potager sont bordées de vieux arbres fruitiers. Les bordures sont agrémentées de plantes vivaces, dont les iris Cayeux et une centaine de variétés de roses.
En mai 2014, un premier essai de permaculture est lancé. Deux buttes constituées de rondins, branchage, paille, fumier et bonne terre végétale ont été construites pour cultiver légumes, fleurs, plantes qui s'associent bien. La végétation est plantée très serrée, la terre est en permanence recouverte de végétation, l'arrosage et le désherbage sont très limités. Ce mode de culture durable en accord total avec la nature, permet une production maximale sur une surface minimale.
Enfin, au fond du potager, le verger de plein vent sert aux cognassiers, pruniers, cerisiers, et à la cueillette des fruits rouges (framboises, groseilles, cassis, caseilles, mûres).
L'entretien du potager et du parc est assuré par un jardinier-chef, présent toute l'année, de deux jardiniers aidés de saisonniers. Le potager a reçu plusieurs récompenses : le prix Bonpland de la Société nationale d'horticulture, le prix Ginkgo Biloba des Vieilles maisons françaises, et en 2004 le label Jardin remarquable du ministère de la Culture.
En 2015, le rosiériste André Eve nomme sa dernière création « Château de la Bussière ». C'est un rosier grimpant, remontant, aux fleurs très doubles, d'un parfum délicat, médaille d'or à Rome.
En 2017, ce sont les Iris Cayeux qui offrent leur dernière création, un iris blanc bleuté, très charpenté, montrant à quel point le potager du château est vivant et reste connecté au monde qui l'entoure tout en conservant ses spécificités d'origine.